# رودني يونغ (لاعب كرة قدم أمريكية)
رودني يونغ (بالإنجليزية: Rodney Young)‏ هو لاعب كرة قدم أمريكية أمريكي، ولد في 25 يناير 1973 في غرمبلينغ في الولايات المتحدة.

## وصلات خارجية
- رودني يونغ على موقع مرجع كرة القدم المحترفة.كوم (الإنجليزية)